# L'ispettore
L'ispettore (The Inspector) è un film del 1962 diretto da Philip Dunne.